# Grzybowo (Ryn)
Grzybowo (deutsch Grzybowen, 1929 bis 1945 Birkensee) ist ein Ort in der polnischen Woiwodschaft Ermland-Masuren und gehört zur Stadt- und Landgemeinde Ryn (Rhein) im Powiat Giżycki (Kreis Lötzen).

## Geographische Lage
Grzybowo liegt am Westufer des Jezioro Dejguny (deutsch Deyguhnsee) im nördlichen Osten der Woiwodschaft Ermland-Masuren, zwölf Kilometer westlich der Kreisstadt Giżycko (Lötzen).

## Geschichte
Gegründet wurde das Gutsdorf Grzybowen – bis nach 1785 Grzibowen genannt – im Jahre 1440. Im Jahre 1785 wurde Grzibowen ein adliges Gut und Köllmisches Dorf mit sechs Feuerstellen genannt, 1818 ist es ein Köllmisches Dorf mit fünf Feuerstellen bei 28 Einwohnern.
Im Jahre 1874 wurde der kleine Ort in den Amtsbezirk Groß Stürlack (polnisch Sterławki Wielkie) eingegliedert, der bis 1945 bestand und zum Kreis Lötzen im Regierungsbezirk Gumbinnen (1905 bis 1945: Regierungsbezirk Allenstein) in der preußischen Provinz Ostpreußen gehörte.
39 Einwohner wurden im Jahre 1910 in Grzybowen registriert. Aufgrund der Bestimmungen des Versailler Vertrags stimmte die Bevölkerung im Abstimmungsgebiet Allenstein, zu dem Grzybowen gehörte, am 11. Juli 1920 über die weitere staatliche Zugehörigkeit zu Ostpreußen (und damit zu Deutschland) oder den Anschluss an Polen ab. In Grzybowen stimmten 40 Einwohner für den Verbleib bei Ostpreußen, auf Polen entfielen keine Stimmen.
Am 25. September 1929 erhielt es die Umbenennung in „Birkensee“ und gab am 1. Oktober 1939 seine Eigenständigkeit auf, als es in die Gemeinde Kronau (polnisch Kronowo) eingemeindet wurde.
In Kriegsfolge kam der Ort 1945 mit dem gesamten südlichen Ostpreußen zu Polen und erhielt die polnische Namensform „Grzybowo“. Heute ist er in das Schulzenamt (polnisch sołectwo) Kronowo integriert und bildet eine Ortschaft im Verbund der Stadt- und Landgemeinde Ryn (Rhein) im Powiat Giżycki (Kreis Lötzen), vor 1998 der Woiwodschaft Suwałki, seither der Woiwodschaft Ermland-Masuren zugehörig.

## Religionen
Bis 1945 war Grzybowen in die Evangelische Pfarrkirche Groß Stürlack in der Kirchenprovinz Ostpreußen der Kirche der Altpreußischen Union und in die katholische Pfarrkirche St. Bruno in Lötzen im Bistum Ermland eingepfarrt.
Heute gehört Grzybowo zur evangelischen Pfarrei Ryn mit der Filialkapelle in Sterławki Wielkie in der Diözese Masuren der Evangelisch-Augsburgischen Kirche in Polen bzw. zur katholischen Pfarrkirche in Sterławki Wielkie im Bistum Ełk (Lyck) der Römisch-katholischen Kirche in Polen.

## Verkehr
Grzybowo ist über eine Zubringerstraße erreichbar, die von einer Nebenstraße abzweigt, die von Sterławki Wielkie (Groß Stürlack) an der polnischen Woiwodschaftsstraße 592 (einstige deutsche Reichsstraße 135) nach Kronowo (Kronau) am Deyguhnsee (Jezioro Dejguny) führt.
Die nächste Bahnstation ist Sterławki Wielkie und liegt an der Bahnstrecke Głomno–Białystok der Polnischen Staatsbahn (PKP).